# Богдана Хмельницького, 30/10
Буди́нок Само́нова (будинок Кличка) — колишній київський прибутковий будинок на розі вулиць Богдана Хмельницького, 30 та Миколи Лисенка, 10. Розташований поруч із Будинком Крушевської (№ 32).
Споруда — характерний зразок багатоквартирного прибуткового будинку початку ХХ сторіччя, містобудівний акцент у забудові вулиці.

## Історія

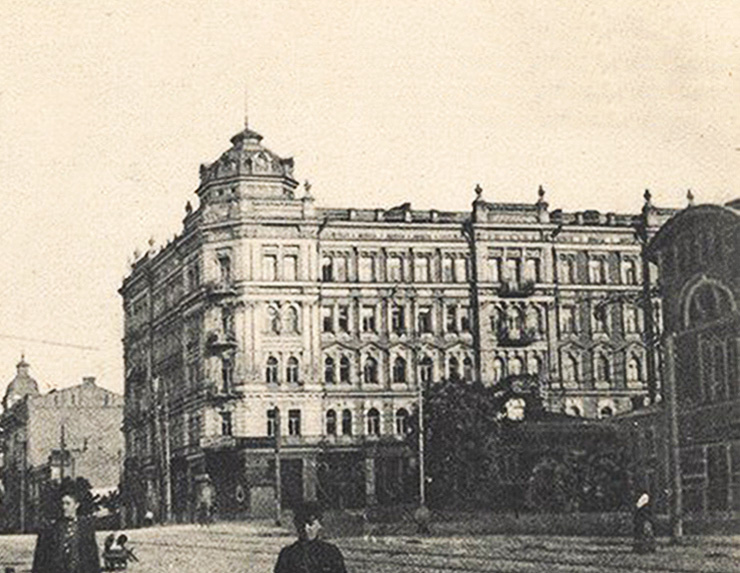
Будинок Самонова, початок ХХ сторіччя

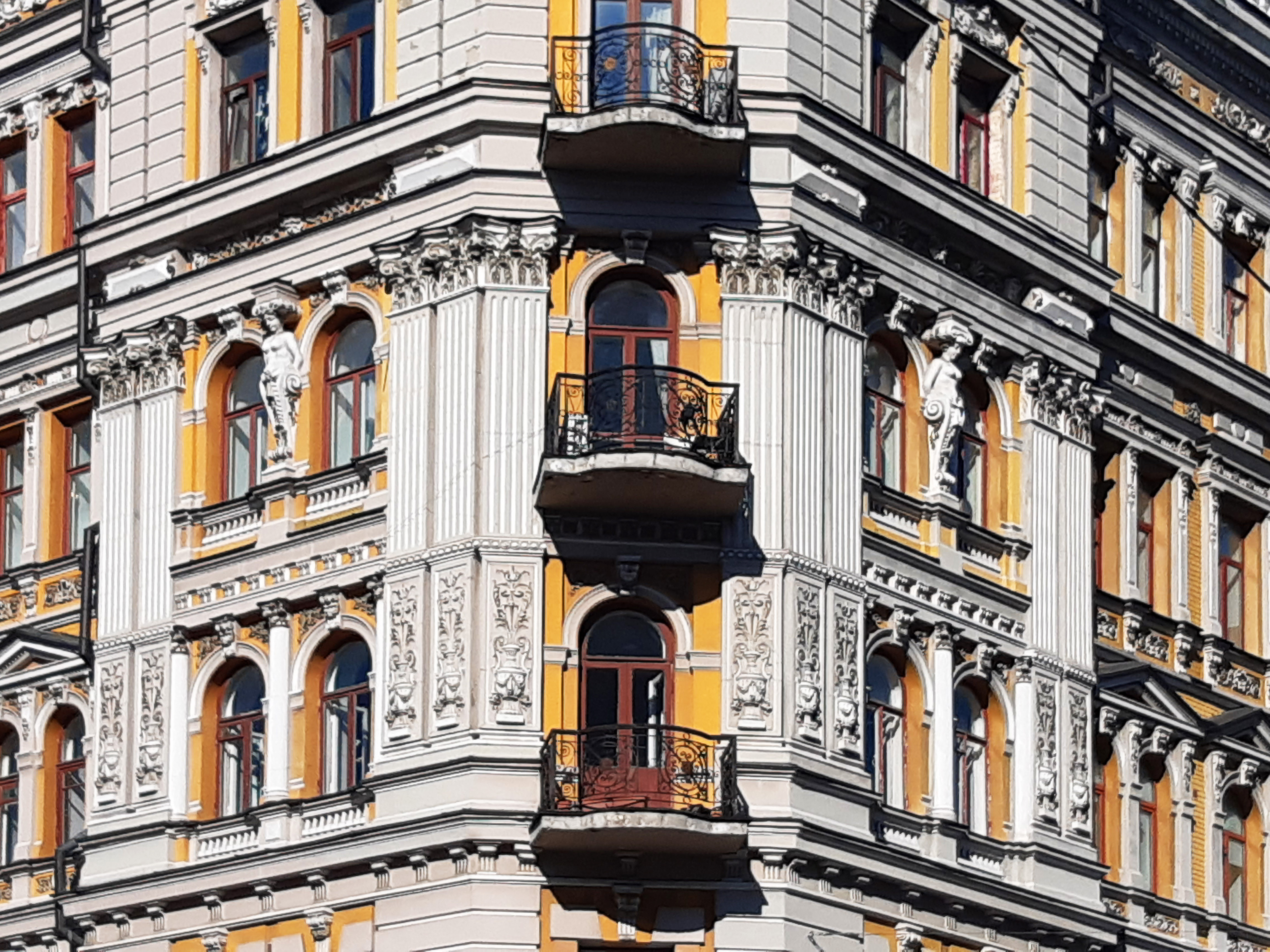
Наріжжя будинку

Станом на 1882 рік великою садибою володів київський архітектор Микола Самонов. Її успадкував його син, колезький радник, якого також звали Микола. Близько 1914 року він продав ділянку і будинок.
1901 року на наріжній ділянці звели прибутковий будинок за проектом цивільного інженера Миколи Яскевича.
На початку ХХ сторіччя в будинку проживав Василь Данилевич (1872—1935) — історик, археолог, педагог, дійсний член науково-дослідної кафедри історії України під керівництвом академіка Михайла Грушевського.
Під час Другої світової війни будинок частково згорів.
2000 року за проектом ПТАМ «Ю. Мельничук» (архітектор Ю. Мельничук, інженер М. Печенов) проведено реставрацію фасадів, установлено ліфт і виконано надбудову шостого мансардного і сьомого аттикового поверхів. На реставраційні роботи витратили один мільйон доларів.
Реконструкцію фінансував чемпіон світу з боксу, згодом мер Києва Віталій Кличко. Він придбав тут квартиру, розташовану на трьох верхніх поверхах і мансарді. Відтоді кияни прозвали споруду «Будинком Кличка».
2001 року навпроти будинку відкрили Посольство Німеччини. На церемонії були присутні президент України Леонід Кучма і канцлер Німеччини Герхард Шредер.
Кучма звернув увагу Шредера на відреставровану споруду, мовляв, символічно, що поруч житиме Віталій Кличко, який розпочинав свою успішну спортивну кар'єру в Німеччині. Шредер, зрозумівши, що боксерові належить вся семиповерхова будівля, відповів: «Оце так, непогані гроші можна заробити в Німеччині кулаками».
Станом на кінець 2019 року — житлово-офісний будинок з торговельними закладами і рестораном на першому поверсі.

## Архітектура

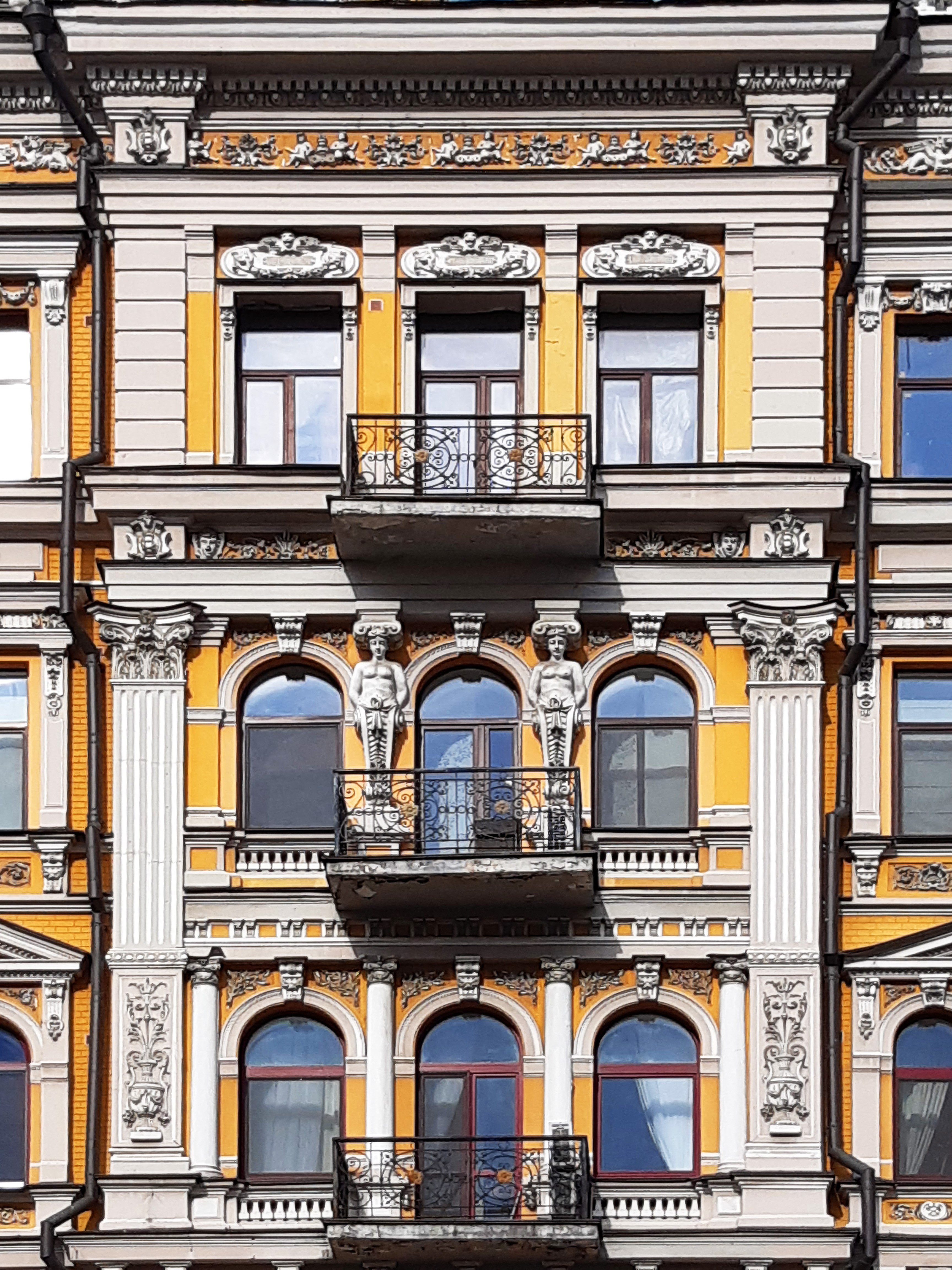
Каріатиди

Будинок має Г-подібну форму у плані, сім поверхів, дві секції, проїзд у двір, коридори з двобічним розташуванням приміщень.
Чоловий фасад оформлений у неоренесансному стилі. Напівциркульні та прямокутні вікна з лиштвою різної форми на кожному поверсі ритмічно членують фасад.
Дощане рустування площин, міжповерхові гурти, підвіконні фільонки з рельєфами й орнаментальний вінцевий фриз, барельєфні фігури створюють пластичну насиченість будинку.
Коринфські пілястри на третьому —четвертому поверхах, фігури каріатид у міжвіконних простінках на четвертому поверсі й аттики в огородженні даху виділяють наріжжя й бічні розкріповки.
Наріжжя також виділено балконами з автентичними ажурними ґратами. Декор, виконаний на ордерній основі, вирізняє майстерне моделювання деталей і виразна пластика. Надбудова, яка повторює членування й ренесансна стилізація фасаду, акцентована вежками з банями, люкарнами і шпилями.